# Carolina Kopelioff
Carolina Kopelioff (Buenos Aires, 30 de agosto de 1996) es una actriz argentina. Es conocida por interpretar a Nina Simonetti en la telenovela de Disney Channel Latinoamérica Soy Luna. Por tal papel ganó en 2017 el premio Nickelodeon Kids' Choice Awards Argentina en la categoría de actriz favorita.
En 2019 actuó en la obra de teatro Aladin en el Teatro Gran Rex de Buenos Aires.

## Biografía
Nació el 30 de agosto de 1996 en la ciudad de Buenos Aires, hija de Leonardo Kopelioff y de Patricia Ruth Bajdacz. Desde muy temprana edad comenzó a tomar clases de actuación, canto y comedia musical con distintos maestros, entre ellos, Carlos Echevarría, Julio Chávez y Nora Moseico.

## Carrera profesional
Su primer papel actoral ocurre en 2009 como protagonista del corto audiovisual Souless, luego le siguieron actuaciones en distintas obras de teatro, tanto musicales como de texto. Además, formó parte de un videoclip de la banda musical Sonus. 
Desde 2016 a 2018, formó parte del elenco principal de la serie original de Disney, Soy Luna, interpretando a Nina Simonetti, personaje que le valió un premio «Mejor actriz» en la edición de los Kids' Choice Awards Argentina.
Tras su desempeño en la serie juvenil, Ariel del Mastro la seleccionó para que protagonizara el musical Aladdín, Será genial, junto con Fernando Dente, Julieta Nair Calvo, Carlos Belloso y Darío Barassi en el Teatro Gran Rex.
En 2019 protagonizó la obras de teatro Las viajantes y 2022. También participó en el cortometraje dramático En lo profundo, producido por Pocket Films, prestó su voz la película infantil Ugly Dolls y protagonizó la película El gran combo, junto a Laura Laprida, Maida Andrenacci. De manera musical, también tuvo mucho trabajo, lanzó un cover y un videoclip de la canción Alicia en el país, además de colaborar en la versión acústica de la canción Vamos de Jorge Blanco.
En 2020 se estrenó la película La calor, filme donde Kopelioff es la protagonista. Ese mismo año tras la pandemia del coronavirus, Argentina entró en estado de cuarentena, pero eso no significó un freno para la carrera actoral de Kopelioff, ya que desde su hogar protagonizó el cortometraje Minsk.
Ese mismo año Kopelioff protagonizó el videoclip de la canción Hombre caído, de Jandino. Además fue convocada por el director teatral Ariel del Mastro, para formar parte del musical dramático Juegos.
En 2021 se estrenó la serie Mi amigo hormiga, donde forma parte del elenco coprotagónico.

## Filmografía

### Cine
| Año  | Título                         | Papel                | Notas         | Ref.   |
| ---- | ------------------------------ | -------------------- | ------------- | ------ |
| 2009 | Souless                        | Hija                 | Debut actoral | [ 2 ]  |
| 2014 | Escuela tomada                 | Victoria             | Cortometraje  |        |
| 2019 | Vorágine, después de bailar    | Ella                 | Cortometraje  | [ 2 ]  |
| 2019 | En lo profundo                 | Rocío                | Cortometraje  |        |
| 2019 | Ugly Dolls                     | Sandy / Martes (voz) | Doblaje       | [ 11 ] |
| 2019 | El gran combo                  | Juliana              |               | [ 2 ]  |
| 2020 | Bajo este cielo                | Alicia               | Cortometraje  |        |
| 2020 | Giro de ases                   | Sofía                |               | [ 17 ] |
| 2020 | La calor                       | Lola                 |               | [ 2 ]  |
| 2020 | Minsk                          | Sil                  | Cortometraje  | [ 13 ] |
| 2020 | La casa de las estatuas        | Mila                 | Cortometraje  | [ 18 ] |
| 2023 | Estamos en la ley              | Cecilia              | Cortometraje  |        |
| 2023 | Alma                           | Julia                |               | [ 19 ] |
| 2024 | La noche que luché contra Dios | Débora               |               | [ 20 ] |
| 2024 | Virgen rosa                    | Rosa                 |               | [ 21 ] |
| 2024 | El cinturón de Olivia          | Gigi                 |               | [ 22 ] |

### Televisión
| Año             | Título                | Papel                   | Notas                 | Ref.   |
| --------------- | --------------------- | ----------------------- | --------------------- | ------ |
| 2013-2014       | Mis amigos de siempre | Sabrina                 |                       |        |
| 2016-2018, 2026 | Soy Luna              | Nina Simonetti          |                       | [ 23 ] |
| 2020            | Post mortem           | Florencia Rodra (joven) |                       | [ 2 ]  |
| 2021            | Mi amigo hormiga      | Ludmila Herrero         |                       | [ 15 ] |
| 2022            | Supernova             | Mimí Hernández          |                       | [ 24 ] |
| 2022            | Limbo                 | Rita                    | Episodio: «Comunidad» |        |
| 2023-2024       | Train Jam             | Juls                    |                       | [ 25 ] |
| 2024            | Cris Miró (Ella)      | Lucila                  |                       | [ 26 ] |
| 2024            | Selenkay              | Emilia Frank            |                       | [ 26 ] |
| 2024            | Cromañón              | Julia                   |                       | [ 27 ] |
| 2024            | Un león en el bosque  | Leila Salgado           |                       | [ 28 ] |

## Teatro
| Año       | Obra                                 | Ref.         |
| --------- | ------------------------------------ | ------------ |
| 2010      | Sor Presas                           |              |
| 2012      | Te amo sos perfecto, ahora cambiá    |              |
| 2012      | Las hojas más tiernas de los árboles |              |
| 2013      | Revelación                           |              |
| 2014      | Grupo Payaseando                     |              |
| 2018-2019 | Aladín, será genial                  | [ 3 ] [ 29 ] |
| 2019      | Las viajantes                        | [ 22 ]       |
| 2019      | 2002                                 |              |
| 2020      | Juegos ¿Cuál es tu límite?           | [ 2 ]        |
| 2021      | Hasta la luna                        | [ 22 ]       |

## Premios y nominaciones
| Año  | Organización                  | Categoría           | Trabajo   | Resultado | Ref(s)      |
| ---- | ----------------------------- | ------------------- | --------- | --------- | ----------- |
| 2017 | Kids' Choice Awards Argentina | Actriz favorita     | Soy Luna  | Ganadora  | [ 8 ] [ 4 ] |
| 2018 | Kids' Choice Awards Argentina | Actriz favorita     | Soy Luna  | Nominada  | [ 9 ]       |
| 2022 | Premios Cóndor de Plata       | Revelación femenina | Supernova | Nominada  | [ 30 ]      |